# Ferrocarril en Ciudad del Vaticano
La red ferroviaria de la Ciudad del Vaticano (en italiano: Città del Vaticano [tʃitˈta del vatiˈkaːno]) conecta la Estación Ciudad del Vaticano (única estación de la línea) con la red ferroviaria de Italia. Con solo 300 metros de longitud dentro del Vaticano, se trata de la red ferroviaria más pequeña del mundo. Los ferrocarriles italianos son los responsables de la operación de la red, prestando servicios de cargas y pasajeros de manera esporádica.

## Historia

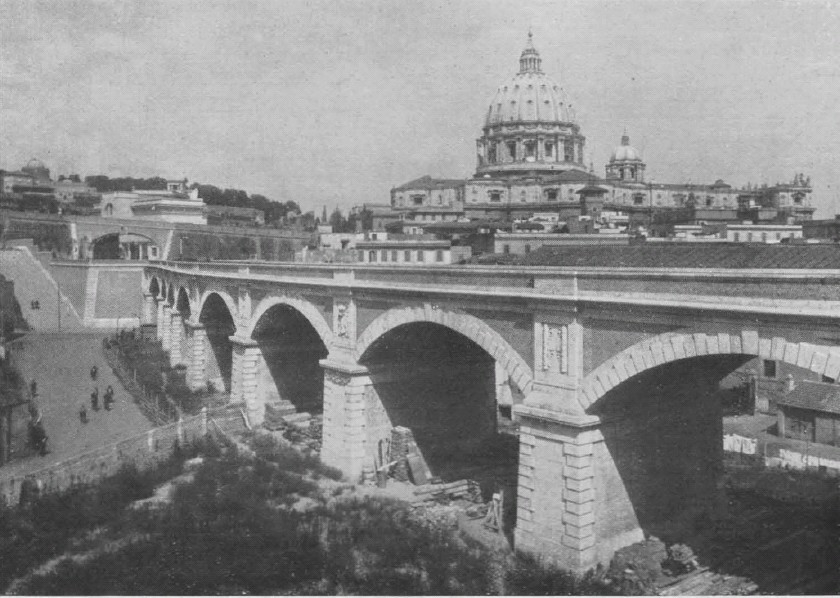
Vista del viaducto ferroviario, la muralla y la Basílica de San Pedro, en 1937.

La creación de la red ferroviaria de la Ciudad del Vaticano está relacionada con la solución de la cuestión romana, que finalizó la disputa entre el Reino de Italia y la Santa Sede.
Los pactos de Letrán, firmados el 11 de febrero de 1929 entre el Reino de Italia y la Santa Sede, reconocen la soberanía de esta última sobre la Ciudad del Vaticano. Entre las disposiciones del pacto, se estableció, en el artículo 6, que el gobierno italiano construiría y financiaría una línea ferroviaria, que conectaría una estación a construir dentro de la Ciudad del Vaticano con la red ferroviaria de Italia. También se acordó que los vehículos ferroviarios del Vaticano podrían circular libremente por Italia. Las obras debían comenzar dentro del plazo de un año a partir de la ratificación del tratado.
La construcción de la línea se encomendó al Ministerio de Obras Públicas (Ministero dei Lavori Pubblici), que inició los trabajos el 3 de abril de 1929.
El viaducto sobre la Vía Aurelia (viadotto del Gelsomino), en territorio italiano, fue la mayor obra de la línea, y la que consumió más tiempo en su ejecución. El primer tren de obras llegó al Vaticano a principios de 1932. Dos años después, el 2 de octubre de 1934, el Ministerio de Obras Públicas entregó las instalaciones dentro del Vaticano a la Santa Sede y las instalaciones en Italia a los ferrocarriles italianos.

## Descripción de la línea
La línea comienza en un desvío de la línea principal Roma - Viterbo, al norte de la estación Roma San Pietro. A 300 metros del edificio de la estación, la línea describe una ligera curva a la derecha, donde comienza el viadotto del Gelsomino, un viaducto de mampostería de 143,12 m de largo y 9,90 m de ancho, compuesto de 8 arcos, con una luz de 15,30 metros cada uno. Sus pilares están adornados con el escudo de armas de la casa de Saboya. El último de estos arcos atraviesa la Vía Aurelia, a 70 metros del Vaticano.
Finalizado el viaducto, en los últimos metros de la línea en territorio italiano, comienza un tramo de vía doble, utilizado para las maniobras de los trenes en la estación Ciudad del Vaticano. La muralla que establece el límite entre Italia y la Ciudad del Vaticano es franqueada por el ferrocarril a través de un portón con un arco de 16,70 metros de ancho, decorado con el escudo de armas de Pío XI. Para el cierre de este paso, sólo habilitado al tráfico ferroviario, se utiliza un portón de dos hojas, fabricado en acero. Las puertas, de 35 toneladas, se mueven sobre rieles transversales al ferrocarril.
La línea no posee pendientes; tanto la estación Roma San Pietro como la estación Ciudad del Vaticano se encuentran a 38 m s. n. m. Solo el túnel utilizado para maniobras, dentro del Vaticano, tiene una ligera pendiente para facilitar su drenaje. Cuando se habilitó al servicio público, en 1934, la vía estaba formada por tramos fijos de 12 metros de largo y 16 durmientes cada uno. Los rieles tenían un peso de 36 kg/m.

## Servicios y operación
La red ferroviaria de la Ciudad del Vaticano nunca contó con servicios regulares de pasajeros.
La estación Ciudad del Vaticano tiene un reducido tráfico de cargas compuesto por productos de consumo en el Vaticano. La gestión de las cargas depende de la Sección de Asuntos Generales de la Secretaría de Estado de la Santa Sede.

## Imágenes

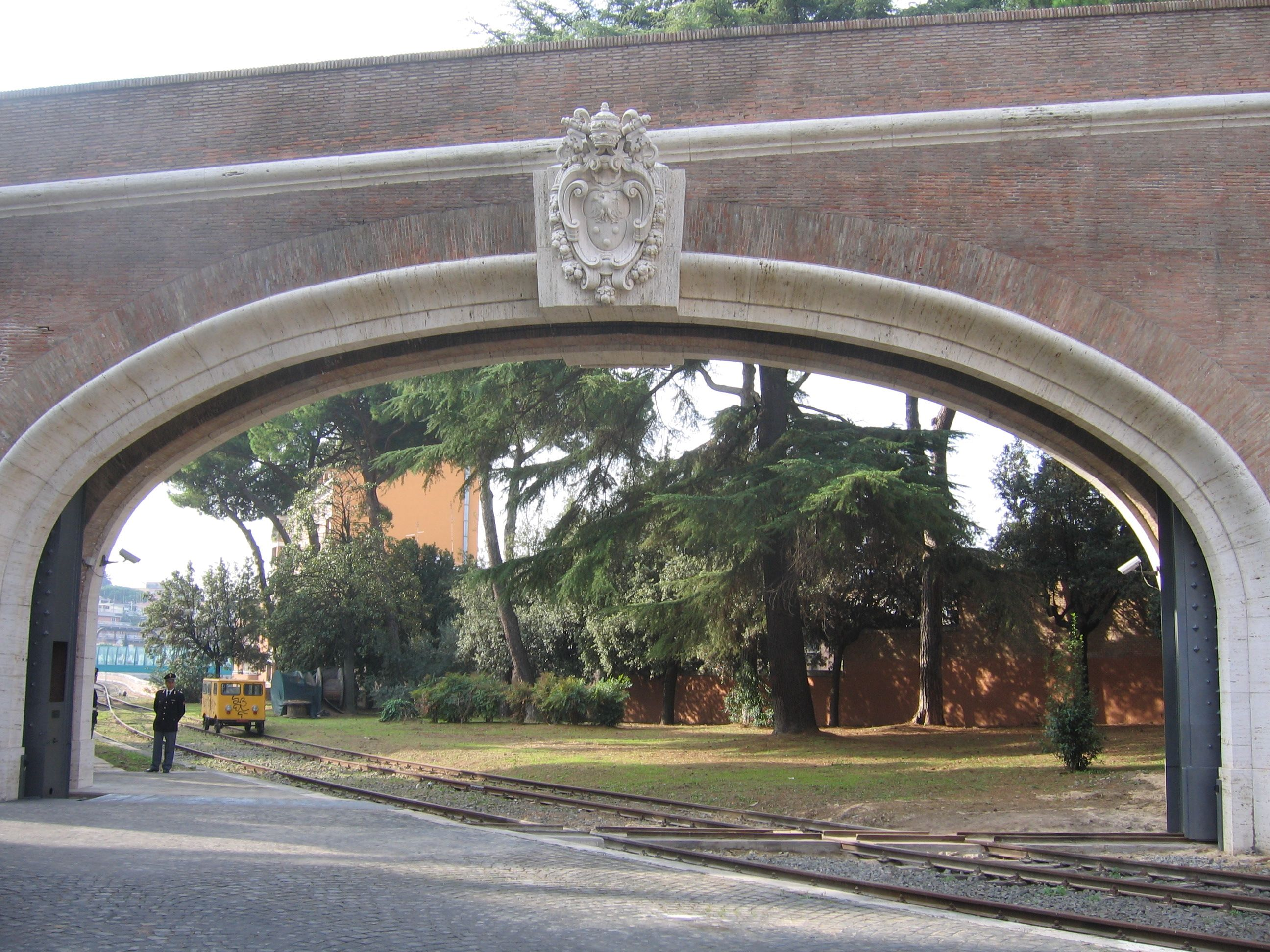
Entrada a la Ciudad del Vaticano.
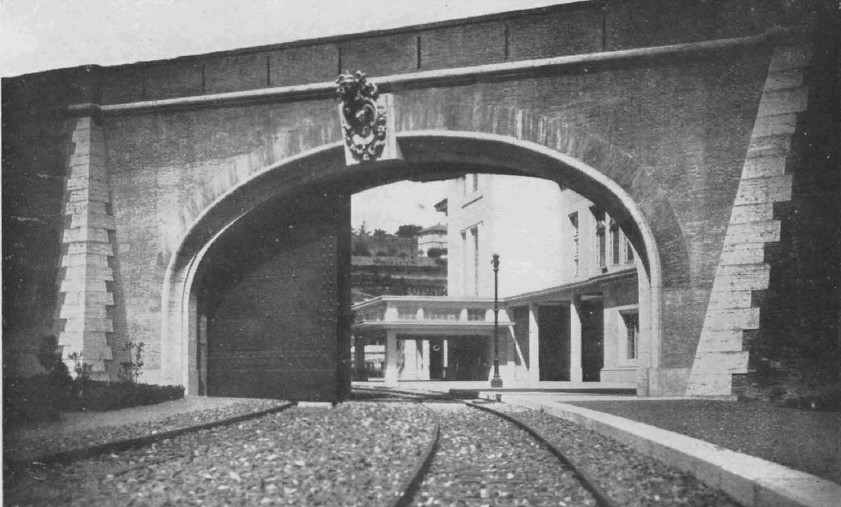
Imagen del portón de acero de entrada al Vaticano. Fotografía tomada el año de la inauguración de la línea, en 1934.
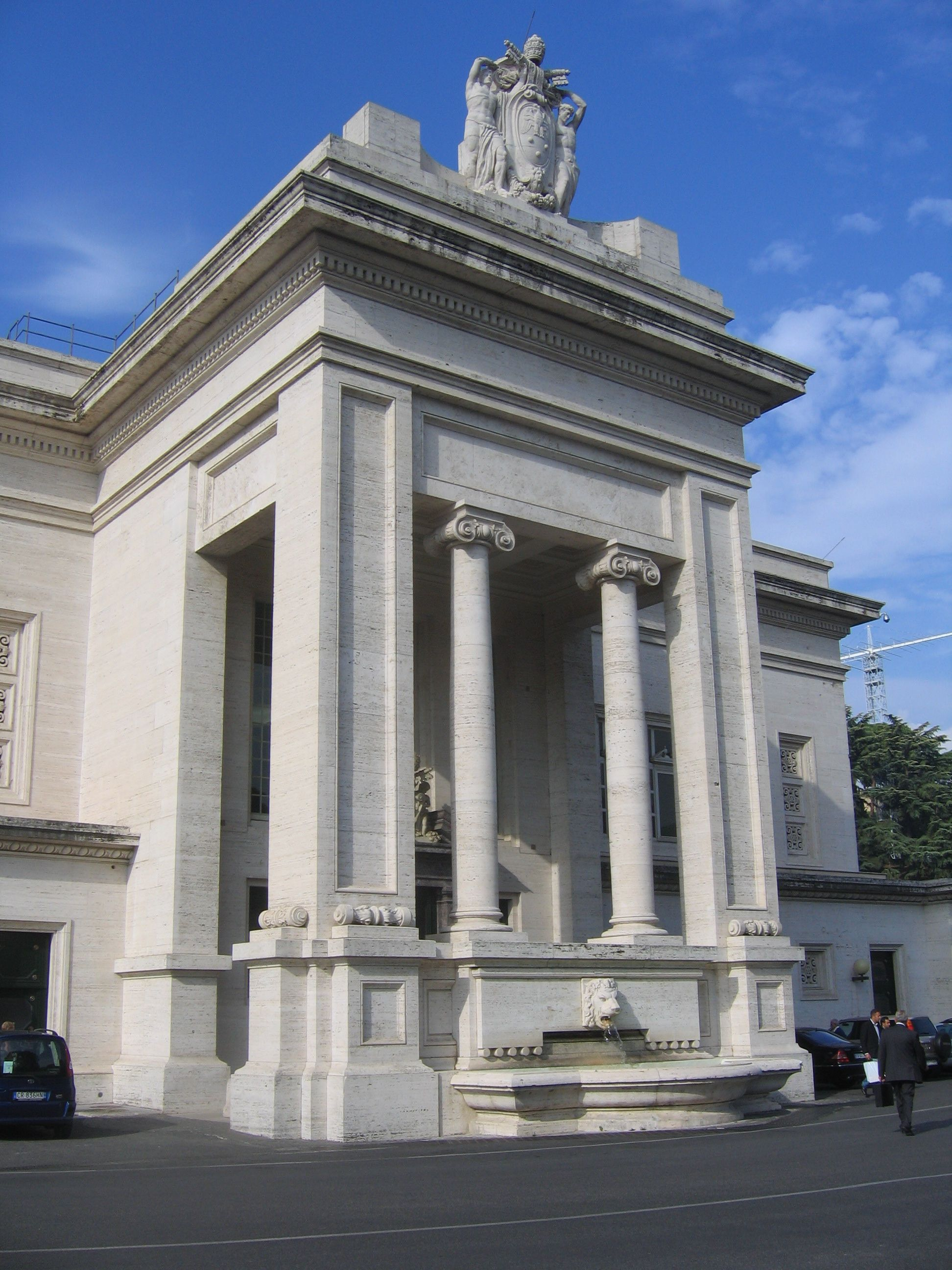
Detalle de la fachada de la estación.
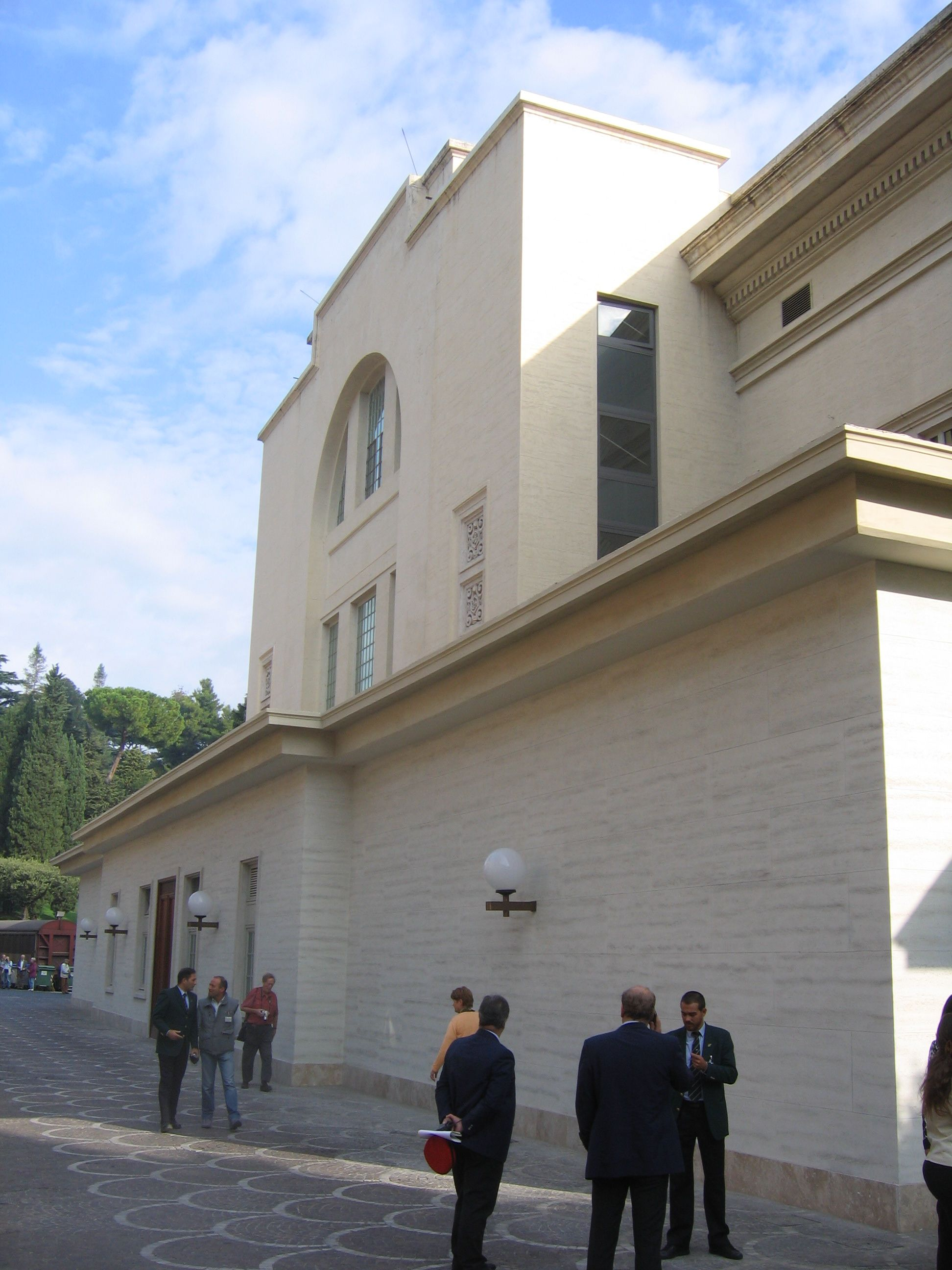
Estación de la Ciudad del Vaticano.
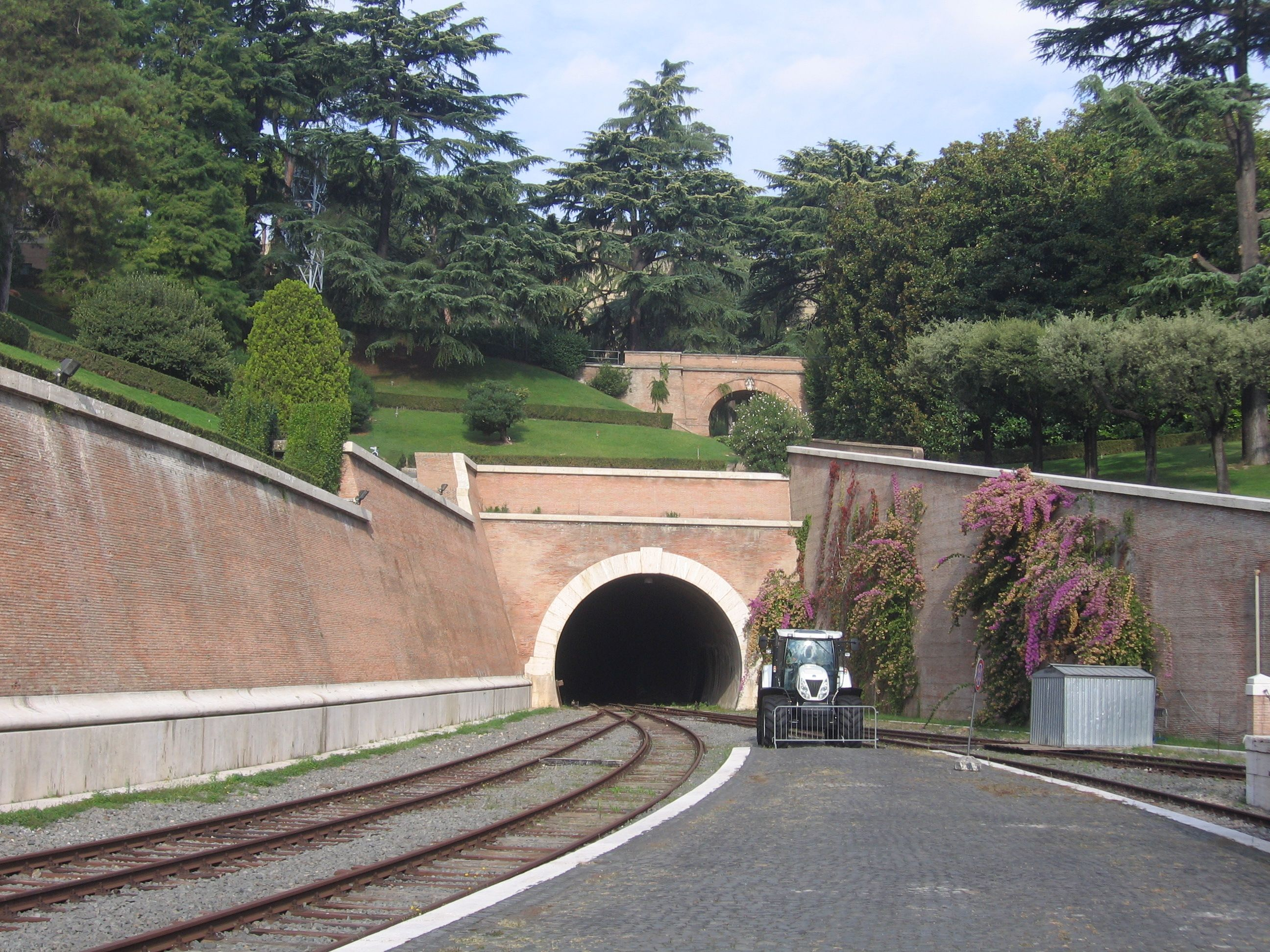
Vista del túnel utilizado para maniobras dentro del Vaticano.